# 丘布特省
丘布特省（Chubut）為南美國家阿根廷二十三省之一，位於阿根廷中部（如右圖之5位置），該省首府為罗森。
43°18′S 65°06′W / 43.300°S 65.100°W